# Adam Price (Politiker)

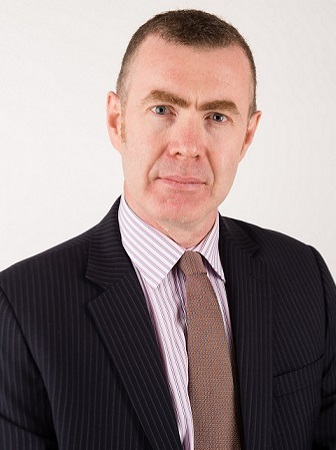
Adam Price (2016)

Adam Price (* 23. September 1968 in Carmarthen) ist ein walisischer Politiker und war von September 2018 bis Mai 2023 Vorsitzender von Plaid Cymru. Seit 2016 ist er außerdem Abgeordneter im walisischen Parlament für den Wahlkreis Carmarthen East and Dinefwr.

## Biografie
Price wurde als Sohn eines Bergmanns in Carmarthen geboren und besuchte die Amman Valley Comprehensive School in Ammanford, Carmarthenshire. Er studierte an der Cardiff University und erwarb 1991 den Bachelor in European Community Studies.

## Politische Karriere
Price kandidierte erfolglos für den Wahlkreis Gower bei den Unterhauswahlen 1992. Er wurde zum Unterhausabgeordneten für den Wahlkreis Carmarthen East and Dinefwr im Jahr 2001 gewählt und hielt den Sitz bis zu seinem Rücktritt im Jahr 2010.
2013 kündigte Price den Wiedereintritt in die Politik an und die Absicht, 2016 für die Nationalversammlung für Wales zu kandidieren. Bei der Wahl zur Nationalversammlung für Wales 2016 errang er ein Mandat in seinem ehemaligen Unterhauswahlkreis Carmarthen East and Dinefwr.
2018 kandidierte Price gegen die bis dahin amtierende Parteivorsitzende Leanne Wood. Zuvor hatte er Unmut über den Kurs von Wood geäußert. Price setzte sich bei der Wahl deutlich durch und scheiterte mit 49,7 % in der ersten Runde nur knapp an der absoluten Mehrheit. In der Stichwahl setzte sich Price mit 64 % gegen seinen Herausforderer Rhun ap Iorwerth durch. Wood schied bereits in der ersten Runde aus.
Unter dem Vorsitz von Price nahm Plaid Cymru eine klare Position zu Gunsten eines zweiten Referendums und des Verbleibs in der Europäischen Union ein.